# Ockelbo socken
Ockelbo socken i Gästrikland är sedan 1971 en del av Ockelbo kommun, från 2016 inom Ockelbo distrikt och Åmots distrikt.
Socknens areal är 1 061,22 kvadratkilometer, varav 998,87 land. År 2000 fanns här 6 222 invånare. Tätorterna Jädraås samt Ockelbo med sockenkyrkan Ockelbo kyrka ligger i socknen.  

## Administrativ historik
Ockelbo socken har medeltida ursprung under namnet Ugglebo socken som namnändrades till det nuvarande 1 juni 1883. Ur församlingen utbröts 1797 Åmots församling.

Sockenvapen

Vid kommunreformen 1862 övergick socknens ansvar för de kyrkliga frågorna till Ugglebo församling och för de borgerliga frågorna bildades Ugglebo landskommun. Landskommunen uppgick 1971 i Ockelbo kommun. Församlingen utökades 2000.
1 januari 2016 inrättades distrikten Ockelbo och Åmot, med samma omfattning som motsvarande församlingar hade 1999/2000 och fick 1797, och vari detta sockenområde ingår.
Socknen har tillhört fögderier, tingslag och domsagor enligt vad som beskrivs i artikeln Gästrikland. De 51 indelta soldaterna tillhörde Hälsinge regemente, Ovansjö kompani.

## Geografi
Ockelbo socken utgör nordvästra delen av Gästrikland kring Jädraån och Testeboån. Socknen har dalbygd kring åarna och är kuperad sjö- och mossrik berg- och skogsbygd däromkring med höjder som i nordväst når 402 meter över havet.

## Fornlämningar
Från stenåldern finns några boplatser och från järnåldern finns sju gravfält.

## Namnet
Namnet (1344 Oklabo) kommer från kyrkbyn. Förleden innehåller sjönamnet Ukle, Okle, ett äldre namn på Bysjön. Sjönamnet i sin tur innehåller öka, 'föröka sig' och syftar på översvämningar av sjön. Efterleden är bo, 'bygd'.

## Befolkningsutveckling
| Befolkningsutvecklingen i Ockelbo socken 1810–1990                                                                                 | Befolkningsutvecklingen i Ockelbo socken 1810–1990 | Befolkningsutvecklingen i Ockelbo socken 1810–1990 | Befolkningsutvecklingen i Ockelbo socken 1810–1990 | Befolkningsutvecklingen i Ockelbo socken 1810–1990 |
| --- | -------------------------------------------------- | -------------------------------------------------- | -------------------------------------------------- | -------------------------------------------------- |
| |                                                    |                                                    |                                                    |                                                    |
| År |                                                    |                                                    | Folkmängd                                          |                                                    |
| 1810 | 1810                                               |                                                    | 3 640                                              |                                                    |
| 1820 | 1820                                               |                                                    | 3 950                                              |                                                    |
| 1830 | 1830                                               |                                                    | 4 463                                              |                                                    |
| 1840 | 1840                                               |                                                    | 4 911                                              |                                                    |
| 1850 | 1850                                               |                                                    | 5 422                                              |                                                    |
| 1860 | 1860                                               |                                                    | 6 248                                              |                                                    |
| 1870 | 1870                                               |                                                    | 6 458                                              |                                                    |
| 1880 | 1880                                               |                                                    | 7 224                                              |                                                    |
| 1890 | 1890                                               |                                                    | 8 072                                              |                                                    |
| 1900 | 1900                                               |                                                    | 8 682                                              |                                                    |
| 1910 | 1910                                               |                                                    | 9 135                                              |                                                    |
| 1920 | 1920                                               |                                                    | 9 517                                              |                                                    |
| 1930 | 1930                                               |                                                    | 9 406                                              |                                                    |
| 1940 | 1940                                               |                                                    | 8 171                                              |                                                    |
| 1950 | 1950                                               |                                                    | 7 576                                              |                                                    |
| 1960 | 1960                                               |                                                    | 6 993                                              |                                                    |
| 1970 | 1970                                               |                                                    | 6 012                                              |                                                    |
| 1980 | 1980                                               |                                                    | 5 966                                              |                                                    |
| 1990 | 1990                                               |                                                    | 5 872                                              |                                                    |
| Anm: Tabellen inkluderar Åmot. Källor: Umeå universitet - Tabellverket 1749-1859, Demografiska databasen, CEDAR, Umeå universitet. |                                                    |                                                    |                                                    |                                                    |